# Triepeolus hopkinsi
Triepeolus hopkinsi är en biart som beskrevs av Cockerell 1905. Triepeolus hopkinsi ingår i släktet Triepeolus och familjen långtungebin. Inga underarter finns listade i Catalogue of Life.